# Pseudapis edentata
Pseudapis edentata är en biart som först beskrevs av Morawitz 1876.  Pseudapis edentata ingår i släktet Pseudapis och familjen vägbin. Inga underarter finns listade i Catalogue of Life.